# جوزيف ر. أندروود
جوزيف ر. أندروود (بالإنجليزية: Joseph R. Underwood)‏ هو محامي وقاضي وسياسي أمريكي، ولد في 24 أكتوبر 1791 في الولايات المتحدة، وتوفي في 23 أغسطس 1876 في نفس البلد. حزبياً، نشط في حزب اليمين. وقد انتخب عضو مجلس النواب الأمريكي وانتخب عضو مجلس الشيوخ الأمريكي.